# Tomaž Čižman
Tomaž Čižman, né le 13 janvier 1965 à Crnuce, est un ancien skieur alpin yougoslave d'origine slovène.

## Championnats du monde
- Championnats du monde de 1989 à Vail (États-Unis) :
  -  Médaille de bronze en Super-G

## Coupe du monde
- Meilleur résultat au classement général : 32e en 1989

### Saison par saison
- Coupe du monde 1986 :
  - Classement général : 73e
- Coupe du monde 1987 :
  - Classement général : 61e
- Coupe du monde 1988 :
  - Classement général : 43e
- Coupe du monde 1989 :
  - Classement général : 32e
- Coupe du monde 1990 :
  - Classement général : 79e